# 王又樸
王又樸（1681年—1760年），字介山、從先，直隸省天津府天津縣（今天津市）人，祖籍江苏扬州。清朝政治人物、桐城派文学家。

## 生平
师从方苞。雍正元年（1723年），登进士，改翰林院庶吉士。雍正二年，散馆，授吏部主事，后署鳳翔府通判。乾隆四年，任漢中府通判，此后署泰州通判、池州府知府、徽州府知府。

## 著作
著有《易翼述信》、《孟子讀法》、《大學讀法》、《中庸讀法》、《詩禮堂文集》、《詩禮堂詩集》等。